# Hip hop britannico
L'hip hop britannico (traduzione inglese di British hip hop, alcune volte chiamato anche UK hip hop), è un genere musicale ed una cultura che coinvolge una varietà di stili di hip hop nella Gran Bretagna. Esso è generalmente classificato come uno degli stili della musica urbana. L'hip hop britannico venne originariamente influenzato dal Dub/Toasting introdotto dagli immigrati giamaicani giunti nel Regno Unito negli anni sessanta/settanta, che importarono un rap sviluppato esclusivamente sulla velocità al fine di corrispondere al ritmo sempre crescente e all'aggressività del Dub giamaicano, peraltro sensibilmente influenzato da quello degli Stati Uniti. Nel Regno Unito l'hip hop è stato ampiamente sostituito dal grime, tuttavia, molti artisti hip hop britannici continuarono a produrre tracce di questo genere.
Nel 2003, The Times descrisse il British hip hop come:
"... il rap del Regno Unito è costituito da qualsiasi cosa fatta in Gran Bretagna da musicisti informati o ispirati alle possibilità dell'hip-hop, la cui musica è una risposta agli stessi stimoli che hanno dato vita al rap a New York a metà degli anni settanta.

## Road rap
Il road rap (noto anche come gangsta rap britannico) è un genere musicale nato dalla fusione di gangsta rap e British hip hop. Introdotto per la prima volta nel sud di Londra, principalmente nei quartieri di Brixton e Peckham. Il genere è stato portato al successo da gruppi come i PDC, gli SMS (South Muslim Soldiers), i Northstar e da artisti come Giggs e K Koke.